# Koté Koté
Koté Koté (auch: Koté-Koté, Kotey-Kotey, Kotokoté) ist ein Dorf in der Landgemeinde Bana in Niger.

## Geographie

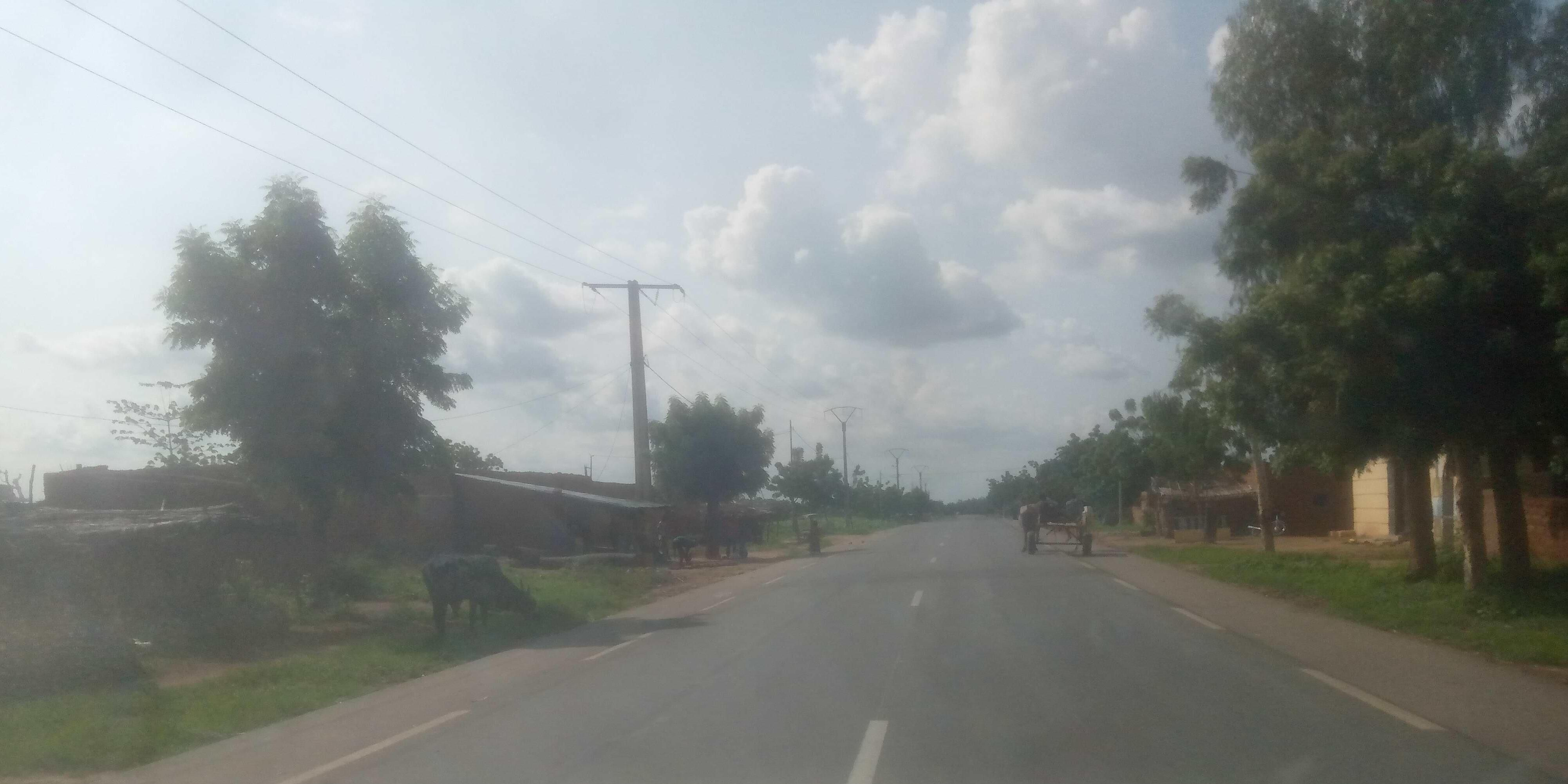
Nationalstraße 7 in Koté Koté (2023)

Das von einem traditionellen Ortsvorsteher (chef traditionnel) geleitete Dorf liegt am Rand des Trockentals Dallol Foga. Es befindet sich rund drei Kilometer südwestlich des Hauptorts Bana der gleichnamigen Landgemeinde, die zum Departement Gaya in der Region Dosso gehört. Zu den Siedlungen in der näheren Umgebung von Koté Koté zählen Toudou Wada im Nordwesten und Niakoye Tounga im Südosten.
Es herrscht das Klima der Sudanzone vor, mit einer durchschnittlichen jährlichen Niederschlagsmenge zwischen 700 und 800 mm.

## Geschichte
Koté Koté wurde wie die nahegelegenen Dörfer Niakoye Tounga und Tounga Tégui frühestens im 17. Jahrhundert von Zarma gegründet, die von Tyenga aus dem Dorf Bana vertrieben worden waren.
Bei Untersuchungen im Jahr 1984 wurde bei vielen Kindern im Ort ein Befall mit Saugwürmer-Arten festgestellt: Die Prävalenz bei Schistosoma haematobium unter den 10- bis 13-Jährigen betrug 70 Prozent und die Prävalenz bei Schistosoma mansoni unter den 5- bis 14-Jährigen belief sich auf 8 Prozent. Ein Dorfbrunnen wurde 1990 durch ein gesamtstaatliches Programm zur Wasserversorgung im ländlichen Raum errichtet, das vom niederländischen Ministerium für Entwicklungszusammenarbeit finanziert worden war. Von Überschwemmungen im Jahr 2013 waren 147 Haushalte betroffen. Dabei stürzten im Dorf 45 Wohnhäuser ein.

## Bevölkerung
Bei der Volkszählung 2012 hatte Koté Koté 597 Einwohner, die in 64 Haushalten lebten. Bei der Volkszählung 2001 betrug die Einwohnerzahl 981 in 129 Haushalten und bei der Volkszählung 1988 belief sich die Einwohnerzahl auf 980 in 94 Haushalten.
In ethnischer Hinsicht leben Dendi im Dorf.

## Wirtschaft und Infrastruktur
Im Dorf wird ein ländlicher Wochenmarkt abgehalten. Die Rônierpalmen-Zone von Koté Koté erstreckt sich über eine Fläche von 1220 Hektar. Bei der Siedlung werden Sorghumhirse und Mais angebaut. Es gibt eine Schule und einen Kindergarten im Dorf. Durch Koté Koté führt die 156,4 Kilometer lange asphaltierte Nationalstraße 7 zwischen der Regionalhauptstadt Dosso und der Staatsgrenze zu Benin.